# Бипак
Бипа́к — технический приём в кинематографе, предусматривающий использования двух киноплёнок, заряжаемых в киносъёмочный или кинокопировальный аппарат одновременно. Термин «бипак» также относится к комплекту из двух киноплёнок, используемому для съёмки в этой технике. Бипак применялся в плёночном кинематографе для комбинированных съёмок и в первых технологиях цветного кинематографа, таких как «Синеколор» и «Техниколор».

Схема двухцветной съёмки по методу «бипак». Ход плёнки в киносъёмочном аппарате 2КСК: A — подающий рулон рюк-фильма; B — приёмный рулон рюк-фильма; C — подающий рулон фронт-фильма; D — приёмный рулон фронт-фильма; E — комбинированный зубчатый барабан; F — фильмовый канал; G — объектив; 1 — подложка фронт-фильма; 2 — ортохроматическая эмульсия фронт-фильма; 3 — фильтрующий слой фронт-фильма, растворяющийся при лабораторной обработке; 4 — панхроматическая эмульсия рюк-фильма; 5 — подложка рюк-фильма

## Технология
Для съёмки способом бипак две негативные киноплёнки, отличающиеся друг от друга степенью сенсибилизации, заряжаются в киносъёмочный аппарат эмульсионными слоями друг к другу. В отечественной терминологии 1930-х годов ближайшая к объективу плёнка называлась «фронт-фильм» (нем. Front film), а плёнка, располагающаяся дальше — «рюк-фильм» (нем. Rück film).
Особенной популярностью бипак пользовался до появления цветных многослойных киноплёнок для съёмки в цвете. Специально для цветных процессов был изобретён фильмовый канал специальной конструкции, позволяющий прохождение двух киноплёнок. Для точного цветоделения на эмульсию несенсибилизированного фронт-фильма наносился оранжевый или жёлтый фильтрующий слой, растворявшийся в процессе лабораторной обработки. Благодаря фильтру на панхроматический рюк-фильм действовал только красный свет. В результате получались два цветоделённых негатива, один из которых, получившийся из фронт-фильма, нёс информацию о синей или сине-зелёной составляющей изображения, а другой — о красной или оранжевой. Крупные производители специально для цветных съёмок выпускали комплекты из двух киноплёнок, предназначенные для использования в технике бипак. Наиболее распространённые из них:
- «Agfa Bipack» — разработана в 1930 году и состоит из ортохроматического фронт-фильма и панхроматического рюк-фильма;
- «Rainbow Negative» — разработка DuPont 1931 года, состоящая из таких же компонентов, отличающихся цветом фильтрующего красителя фронт-фильма;
- «Gevaert Bipack» — бельгийский комплект, не имеющий фильтрующего красителя фронт-фильма, что повышало резкость;
- «Orthochromatic & Panchromatic Bipack» — комплект компании Kodak 1931 года;

Приведённый список комплектов использовался для съёмки по двухцветным технологиям с цветовой парой сине-зелёный — красно-оранжевый. В трёхплёночной системе «Техниколор» также использовался бипак совместно с третьей киноплёнкой, отдельно регистрировавшей зелёный цвет. Устройство такого бипака ничем не отличалось от классического с небольшой разницей в цвете фильтрующего красителя. Для цветной съёмки по методу бипак пригодны киносъёмочные аппараты, оснащённые специальными счетверёнными кассетами, вмещающими две киноплёнки. 
Первые советские двухцветные технологии цветного кино разрабатывались с февраля 1931 года в лаборатории цветных изображений НИКФИ под руководством Н. Агокаса, Ф. Проворова и П. Мершина. Окончательная доработка процесса проводилась во время съёмок первых цветных фильмов «Карнавал цветов» и «Груня Корнакова». Использованные технологии были аналогичны «Синеколору» и основаны на импортных комплектах «Agfa Bipack». Для съёмок использовались киносъёмочные аппараты 
Bell & Howell 2709 или специально приспособленные для съёмки на две киноплёнки камеры Debrie Parvo.
Впоследствии были разработаны отечественные киносъёмочные аппараты, пригодные для съёмки методом бипак: это были камеры серий КСМ, КСК, серия аппаратов для комбинированных и прецизионных съёмок ПСК. Однако, двухцветные технологии на тот момент устарели, и двухплёночный метод использовался для съёмки второй экспозиции «блуждающей маски».

## Недостатки
Съёмка на две киноплёнки кроме определённых удобств была сопряжена с повышенной опасностью образования «салата» в лентопротяжном механизме камеры, поскольку ход двух плёнок в тракте значительно сложнее, чем одной. Кроме того, резкость изображения, получаемого методом бипак, была ниже, чем на обычной киноплёнке. Свет достигал эмульсий обеих плёнок, проходя через подложку фронт-фильма, что снижало разрешающую способность. До эмульсии рюк-фильма свет «добирался» через все слои фронт-фильма, включая фильтровый. Поэтому, светочувствительность панхроматической плёнки подбиралась более высокой, чем ортохроматической, чтобы получать цветоделённые негативы одинаковой плотности. Тиражирование чёрно-белых фильмокопий двухцветных фильмов происходило с «синего» негатива, получаемого из фронт-фильма, как наиболее резкого. С изобретением цветных многослойных киноплёнок бипак вышел из употребления в цветном кино и применялся только при комбинированных съёмках.

## Советские двухцветные фильмы
Начиная с 1935 года методом бипак в СССР были созданы несколько цветных кинофильмов различных жанров:
- «Сказка о весёлом пастухе» (мультфильм, 1935)
- «Стрекоза и муравей» (мультфильм, 1936)
- «Жук в зоопарке» (мультфильм, 1936)
- «Зазнавшийся цыплёнок» (мультфильм, 1936)
- «Груня Корнакова» (полнометражный, 1936)
- «Артек» (документальный, 1937)
- «Дом счастливых» (документальный, 1937)
- «Похождение медвежонка» (игровой, 1937)
- «Цветущая молодость» (документальный, 1938)
- «Весёлые артисты» (игровой, 1938)
- «Глядя на луч полярного заката» (игровой, 1938)
- «Хабанера» (игровой, 1938)
- «Памятники эпохи Тимура» (научно-популярный, 1938)
- «Регистан» (научно-популярный, 1938)
- «Сорочинская ярмарка» (игровой, 1939)
- «Молодость идёт» (документальный, 1939)
- «Конёк-горбунок» (фильм-сказка, 1941)
- «Майская ночь» (игровой, 1941)
- «Город Бухара» (научно-популярный, 1941)